# Phytomyza nigricoxa
Phytomyza nigricoxa este o specie de muște din genul Phytomyza, familia Agromyzidae, descrisă de Friedrich Georg Hendel în anul 1935.
Este endemică în Germania. Conform Catalogue of Life specia Phytomyza nigricoxa nu are subspecii cunoscute.